# Achim Hill
Achim Hill, né le 1er avril 1935 à Berlin-Köpenick et mort le 4 août 2015, est un rameur allemand. Il participe aux Jeux olympiques d'été de 1960 à Rome au sein de l'équipe unifiée d'Allemagne où il remporte la médaille d'argent en skiff. Quatre ans plus tard, lors des Jeux olympiques d'été de 1964 à Tokyo, toujours au sein de l'équipe unifiée d'Allemagne, il remporte une seconde médaille d'argent dans la même épreuve. Aux Jeux olympiques d'été de 1968 à Mexico, cette fois-ci en représentant l'Allemagne de l'Est, il finit cinquième.

## Palmarès

### Jeux olympiques d'été
- Jeux olympiques de 1960 à Rome (Italie).
  -  Médaille d'argent en skiff
- Jeux olympiques de 1964 à Tokyo (Japon).
  -  Médaille d'argent en skiff

### Championnats d'Europe d'aviron
- Championnats d'Europe d'aviron 1967 à Vichy (France).
  -  Médaille d'or en skiff